# Overhoogte

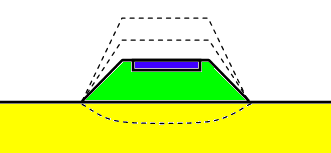
Overhoogte

Een extra hoog aangelegd grondlichaam, bedoeld om zettingen (zakkingen) te compenseren of te versnellen wordt overhoogte genoemd.
Wanneer een nieuwe constructie (bijvoorbeeld een wegconstructie) wordt aangelegd, zullen de belastingen op de ondergrond toenemen. Hierdoor zal deze ondergrond, zeker wanneer hier slappe lagen, zoals veen, in voorkomen, zich gaan zetten. Door nu tijdens de aanleg van de constructie hier al rekening mee te houden door een overhoogte aan te brengen, dat wil zeggen, door de constructie extra hoog aan te leggen, zal deze de zetting compenseren.
Er kan gekozen worden om de overhoogte groter te kiezen dan de verwachte zetting. Het proces van zetten zal zich nu versnellen. De extra overhoogte wordt verwijderd wanneer het grootste deel van de zetting zich heeft voltrokken. Het grondlichaam is nu gereed voor de aanleg van de constructie.